# Digapahandi
Digapahandi là một thị xã và là nơi đặt ủy ban khu vực quy hoạch (notified area committee) của quận Ganjam thuộc bang Orissa, Ấn Độ.

## Địa lý
Digapahandi có vị trí 19°22′B 84°35′Đ / 19,37°B 84,58°Đ Nó có độ cao trung bình là 53 mét (173 feet).

## Nhân khẩu
Theo điều tra dân số năm 2001 của Ấn Độ, Digapahandi có dân số 10.888 người. Phái nam chiếm 51% tổng số dân và phái nữ chiếm 49%. Digapahandi có tỷ lệ 59% biết đọc biết viết, thấp hơn tỷ lệ trung bình toàn quốc là 59,5%: tỷ lệ cho phái nam là 68%, và tỷ lệ cho phái nữ là 50%. Tại Digapahandi, 12% dân số nhỏ hơn 6 tuổi.